# Western Province
Western Province es un equipo profesional de rugby fundado en 1883 en Ciudad del Cabo, Sudáfrica, y que compite anualmente en el campeonato Currie Cup.
El club está dirigido por la Western Province Rugby Football Union, que también dirige al equipo de los Stormers que compiten en el United Rugby Championship.
Creada en 1883, la nueva Union comenzó a competir en la Currie Cup desde su primera edición en 1889, conquistándola ese año y hasta 1898 sin excepciones, demostrando que era la Union más potente del país. Este dominio fue aplastante durante décadas, de tal modo que conquistó 22 de las 30 ediciones de la Currie Cup hasta finales de los años 60, cuando Northern Transvaal tomó su relevo como equipo dominador de la competición.
Desde la llegada del profesionalismo al rugby y la creación del torneo Super 12 (hoy Super Rugby), el club ha sido la base sobre la que está formado el equipo de los Stormers, uno de los 5 equipos sudafricanos que compitieron en el Super Rugby contra equipos neozelandeses , australianos, Sunwolves de Japón y Jaguares de Argentina, desde 2021 el equipo se trasladó al United Rugby Championship jugando contra equipos de Irlanda, Gales, Italia y Escocia.
El Western Province juega sus partidos como local en el Newlands Stadium de Ciudad del Cabo, conocido en Sudáfrica como la casa del rugby sudafricano, y que tiene una capacidad para 50 900 espectadores.

## Títulos
- Currie Cup (34): 1892, 1894, 1895, 1897, 1898, 1904, 1906, 1908, 1914, 1920, 1925, 1927, 1929, 1932, 1934, 1936, 1947, 1954, 1959, 1964, 1966, 1979, 1982, 1983, 1984, 1985, 1986, 1989, 1997, 2000, 2001, 2012, 2014, 2017

- Rugby Challenge (1): 2017

- Board Trophy (1): 1889

- Vodacom Cup (1): 2012

- Lion Cup (3): 1984, 1988, 1989

- Bankfin Nite Series (1): 1997

- Percy Frames Trophy (1): 1986